# Selwyn College
Il Selwyn College è uno dei collegi costituenti l'Università di Cambridge.

## Storia
È stato fondato nel 1882 in memoria di George Selwyn, che partecipò alla prima regata Oxford-Cambridge e fu il primo vescovo della Nuova Zelanda.
Il territorio su cui sorge venne acquistato dal Corpus Christi College, e sbocca direttamente sul Sidgwick Site dove hanno sede diversi dipartimenti e facoltà dell'università.
Lo statuto di collegio venne concesso solo nel 1958, mentre le donne vennero ammesse a partire dal 1976.